# Розенталь (Калмыкия)
Розенталь (нем. Rosental — долина роз) — посёлок (сельского типа) в Городовиковском районе Калмыкии, административный центр Розентальского сельского муниципального образования.
Население — 256 чел. (2021).

## История
Основан в конце 1920-х годов немецкими переселенцами из села Нем-Хагинка.  В 1936 году проживало 328 жителей.
28 августа 1941 года был издан указ Президиума Верховного Совета СССР о переселении немцев, проживающих в районах Поволжья. По состоянию на 20 октября 1941 года на учёт было взято 587 немцев, проживавших в посёлке, которые были депортированы в различные районы Казахской ССР. 28 декабря 1943 года были депортированы калмыки. Указом Президиума ВС СССР от 27.12.1943 года «О ликвидации Калмыцкой АССР и образовании Астраханской области в составе РСФСР», как и другие населённые пункты Западного улуса Калмыкии село было включено в состав Ростовской области. В 1949 году посёлок Розенталь был переименован в посёлок Садовка. Здесь был организован совхоз «Новый».
В 1956 году были сняты ограничения на передвижения калмыкам. Указом Президиума ВС СССР от 09.01.1957 года «Об образовании Калмыцкой автономной области в составе РСФСР» посёлок возвращён в состав калмыцкой автономии. Немцы были реабилитированы лишь в 1968 году, официально им было разрешено вернуться на малую родину лишь в 1974 году. Историческое название селу было возвращено в начале 1990-х.

## Физико-географическая характеристика
Посёлок расположен в пределах Ставропольской возвышенности. Средняя высота над уровнем моря — 100 м. Рельеф местности равнинный. Общий уклон местности с запада на восток. Посёлок со всех сторон окружён полями.
По автомобильной дороге расстояние до столицы Калмыкии города Элиста составляет 230 км, до районного центра города Городовиковск — 15 км. Ближайший населённый пункт — посёлок Амур-Санан, расположенный в 5 км к юго-востоку от посёлка Розенталь.
Согласно классификации климатов Кёппена-Гейгера посёлок находится в зоне континентального климата с относительно холодной зимой и жарким летом (индекс Dfa). Среднегодовая норма осадков — 459 мм. В окрестностях посёлка распространены чернозёмы маломощные малогумусные и темнокаштановые почвы различного гранулометрического состава.
В посёлке, как и на всей территории Калмыкии, действует московское время.

## Население
| 1936 | 1941 | 2002 | 2010 | 2011 | 2012 | 2013 |
| ---- | ---- | ---- | ---- | ---- | ---- | ---- |
| 328  | ↗587 | ↗626 | ↘582 | ↘579 | ↘561 | ↘545 |
| 2014 | 2015 | 2016 | 2017 | 2018 | 2019 | 2020 |
| ↘525 | ↗526 | ↘504 | ↘503 | ↘482 | ↘471 | ↘470 |
| 2021 |      |      |      |      |      |      |
| ↘256 |      |      |      |      |      |      |

Национальный состав
Согласно результатам переписи 2002 года большинство населения посёлка составляли русские (60 %)

## Социальная инфраструктура
В посёлке действуют Садовская начальная школа — филиал Южной средней общеобразовательной школы, дом культуры с библиотекой, отделение почты и телеграфа, хлебо-пекарня.